# 阿寒郡
阿寒郡（日语：／ Akan gun */?）為日本北海道釧路綜合振興局的郡，位於釧路綜合振興局中部。
郡名來自阿伊努語「akam」（車輪）或是「rakan-pet」（小魚產卵的河流）。

## 轄區
轄區包含1村：
- 鶴居村

## 沿革

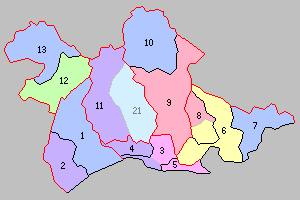
北海道一・二級町村制施行時阿寒郡下辖町村（11.舌辛村 紫：釧路市 水色：分立現存町村 21.鶴居村）

- 1869年8月15日：北海道設置11國86郡，釧路國阿寒郡成立。
- 1897年11月：北海道實施支廳制，釧路國阿寒郡隸屬釧路支廳之管轄，此時阿寒郡下轄舌辛村、徹別村、蘇牛村、飽別村。[1]（4村）
- 1923年4月1日：舌辛村、徹別村、蘇牛村、飽別村合併為舌辛村，並成為北海道二級村。（1村）
- 1937年4月1日：舌辛村的舊舌辛村地區分割設置舌辛村分割獨立設置鶴居村，為北海道二級村。[2]（2村）
- 1937年6月15日：舌辛村改名為阿寒村。
- 1940年4月1日：阿寒村成為北海道一級村。
- 1943年6月1日：北海道一級二級町村制廢止。鶴居村成為內務省指定村。
- 1946年10月5日：指定町村制廢止。
- 1957年1月1日：阿寒村改制為阿寒町。（1町1村）
- 2005年10月11日：阿寒町和釧路市、白糠郡音別町合併為新設立的釧路市，並脫離阿寒郡之管轄。（1村）